# 中川瞳
中川 瞳（なかがわ ひとみ、1985年12月24日 - ）は、日本のAV女優。

## 人物
- 身長:168cm
- サイズ:B:88cm(Dカップ) W:60cm H:88cm
- 趣味:お菓子作り
- 特技:バレーボール

## 略歴
東京都出身。2004年10月にトータル・メディア・エージェンシー（TMA）専属女優としてAVデビュー。2005年6月に『セル初×ギリモザ エロい女のガチンコFUCK』でエスワンよりセルデビュー。

## 作品

### アダルトビデオ
2004年
- 傷心デビュー（レンタル）/失恋デビュー（セル）（10月15日、TMA）
- 保健室に行こう!（11月5日、TMA）
- アスリートコスプレ（レンタル）/コスプレアスリート（セル）（12月3日、TMA）

2005年
- 女教師の秘蜜（1月28日、セクシア（トライハートコーポレーション））
- 3Pしましょ!?（3月25日、笠倉出版社）
- 僕だけの風俗アイドル（5月27日、笠倉出版社）
- セル初×ギリモザ エロい女のガチンコFUCK（6月19日、エスワン）
- ギリギリモザイク ギリギリモザイク（7月7日、エスワン）
- ギリギリモザイク ネットリ濃厚セックス（8月7日、エスワン）
- ギリギリモザイク 6つのコスチュームでパコパコ!（9月19日、エスワン）
- ギリギリモザイク 瞳はエロエロ家庭教師（10月19日、エスワン）
- ギリギリモザイク おまんこスペシャル（11月7日、エスワン）
- SEX革命vol.4（12月13日、MOODYZ）

2006年
- 痴女のススメ（1月13日、MOODYZ）
- パンストの匂い 〜ムレたパンスト ムラっとセックス〜（2月13日、MOODYZ）
- 激ピストン17700回（3月13日、MOODYZ）
- 女王様ゲーム（4月1日、MOODYZ）共演:日向ゆず葉、花野真衣
- 女教師アナル輪姦（5月13日、MOODYZ）
- フィストファック（6月13日、MOODYZ）
- 恥辱凌姦（7月25日、OPERA［オペラ］）
- 美しい女の精飲と飲尿（10月19日、エムズビデオグループ）
- MAX HOLE 超リアル人工膣型（11月19日、デジMAX）
- 美しい女のフィスト飲尿ぶっかけゴックン食ザーFuck（12月19日、エムズビデオグループ）

2007年
- PREMIUM TICKET 12（4月13日、NEO ATLAS）
- ヴァンパイアハンター 被虐拷問の刻（5月7日、アタッカーズ）共演:早川瀬里奈、原千尋
- 究極監禁MAX 3（6月7日、アタッカーズ）
- 奴隷島 第十章 島谷姉妹の慟哭（7月7日、アタッカーズ）共演:椎名りく、星野めぐ
- 32人の乳もみインタビュー 4時間（8月10日、TMA）他31名出演

2010年
- オペラ5周年記念DVD24時間6枚組 （12月25日、オペラ）他多数出演

2011年
- 超人気女優・超ボリューム・超ハード2穴FUCK150作品16時間（1月19日、ROOKIE]）他多数出演

### オリジナルビデオ
- 女狼　妖艶乱蜜剣（2004年12月1日、ENGEL）共演:美森ここ